# 多罗特奥·瓦斯康塞洛斯
多罗特奥·瓦斯康塞洛斯·比德斯-拉德隆·德·格瓦拉（西班牙語：Doroteo Vasconcelos Vides y Ladrón de Guevara，1803年—1883年）萨尔瓦多总统。
| 前任： 何塞·费利克斯·基罗斯 (代理) | 萨尔瓦多总统 1848年—1850年 | 繼任： 拉蒙·罗德里格斯 (代理)      |
| 前任： 拉蒙·罗德里格斯 (代理)      | 萨尔瓦多总统 1850年—1851年 | 繼任： 何塞·费利克斯·基罗斯 (代理) |